# 斑點異齒䲁
斑點異齒䲁（學名：Ecsenius stictus），又稱斑點無鬚䲁，為輻鰭魚綱鳚形目䲁科異齒䲁屬的一種，分布於西太平洋澳洲大堡礁海域，深度1至20公尺，本魚體延長，稍側扁，似圓柱狀；頭鈍短。前鼻孔具一鼻鬚；無眼上鬚及頸鬚，齒門牙雄魚46-54顆，雌魚48至56顆，後犬齒，兩側各一個，側線無垂直孔對，身體後部佈滿稀疏細小的暗斑，肉質的胸鰭基部有一個深色的Y形或叉形斑紋，下唇和頦帶為黑色，從眼睛後部到鰓蓋上有一條不明顯的深色條紋，背鰭硬棘12-13枚、背鰭軟條13-15枚，臀鰭硬棘2枚、臀鰭軟條15-17枚，體長可達5.8公分，棲息在珊瑚礁區，雌魚產附著性卵，雄魚有護卵行為，幼魚為浮游性，生活習性不明。